# Jack Kevorkian
Jacob „Jack“ Kevorkian (26. května 1928, Pontiac, Michigan, USA – 3. června 2011, Royal Oak, Michigan) byl americký lékař arménského původu, patolog a propagátor eutanazie. V médiích byl známý též jako „doktor Smrt“.
Tvrdil, že asistoval minimálně u 130 eutanazií pacientů umírajících na smrtelné choroby. Je autorem pojednání „Dying is not a crime” („Umírání není zločin”). Propagoval uzákonění práva pacientů na asistovanou smrt z rukou lékaře. Pro své pacienty sestrojil přístroj na sebevraždu. Za svou činnost byl odmítán i oslavován. Byl několikrát obžalován z vraždy, několikrát byl osvobozen, ale v posledním procesu byl odsouzen. Ve vězení strávil 8 let. Propuštěn byl ze zdravotních důvodů pod podmínkou, že nebude poskytovat poradenství nebo se jinak podílet na jakékoliv sebevraždě, včetně eutanazie, a nebude toto téma ani nijak propagovat.

## Kulturní odkazy
- V roce 2010 byl o Jacku Kevorkianovi natočen americký film Doktor Smrt v režii Barryho Levinsona, kde jej ztvárnil herec Al Pacino.
- Kevorkian je americká death/groovemetalová kapela[3]
- Kevorkian's Angels je americká crossover/thrashmetalové kapela[4]
- Kevorkian Death Cycle je americká kapela hrající electro-industrial